# Tierlig-Chaja
Tierlig-Chaja (ros. Терлиг-Хая) – wieś w Rosji, w Tuwie, w kożuunie kyzylskim. W 2010 liczyła 497 mieszkańców.